# Kamienica przy ul. Narutowicza 94 w Łodzi
Kamienica przy ul. Narutowicza 94 w Łodzi – modernistyczna kamienica położona na rogu ul. Narutowicza i ul. Kopcińskiego w Łodzi. Jej właściwy adres to ul. Narutowicza 94.

## Historia
Budowa kamienicy została zlecona w okresie międzywojennym. Jej budowę rozpoczęto w 1936 a zakończono w 1938. Autorem projektu budynku był najprawdopodobniej Radosław Hans.
Według Zarządzenia Nr 772/2023 Prezydenta Miasta łodzi z dnia 6 kwietnia 2023 kamienica jest wpisana do Gminnej Ewidencji Zabytków pod numerem 766.

## Charakterystyka
Kamienica zlokalizowana jest w północnej pierzei ul. Narutowicza i zachodniej pierzei ul. Kopcińskiego (dawniej ul. Zagajnikowa). Wejście frontowe znajduje się od strony ul. Narutowicza, natomiast sień przejazdowa od strony ul. Kopcińskiego. Obiekt posiada dwie klatki schodowe. Budynek składa się z trzech pięter oraz piwnicy. Jego dachy ułożono pod niewielkim kątem nachylenia połaci. Strefę narożną wycofano na głębokość balkonów.
Elewacja frontowa południowa (od strony ul. Narutowicza) siedmioosiowa, z parą dwukondygnacyjnych wykuszy w osiach drugiej i piątej. W zwieńczeniach wykuszy znajdują się tarasy z pełnymi balustradami. Wejście główne do budynku osłonięte jest daszkiem w postaci płyty żelbetowej. W skrajnej osi od wschodu znajdują się narożne balkony o zaokrąglonej płycie i ażurowych balustradach złożonych ze stalowych prętów zamocowanych w układzie pionowym.
Elewacja frontowa wschodnia (od strony ul. Kopcińskiego) jest pięcioosiowa. W trzeciej osi dwukondygnacyjny znajduje się wykusz zwieńczony tarasem. Na jego osi zlokalizowano sień przejazdową z bramą posiadającą przeszkloną kratę w stylu art déco. Okna wykuszy są jednopoziomowe, wielodzielne, narożne, pozostałe natomiast – czterodzielne. Ściany wykuszy ozdobiono reliefem w tynku imitującym okładzinę kamienną. Parter, do wysokości gzymsu kordonowego, obłożono sztucznym kamieniem i boniowany (poza gładką strefą wejścia głównego).